# Nanopolimeri
Un nanocomposito polimerico (o PNC, dall'inglese polymer nanocomposites) è un polimero o copolimero che ha le sue nanoparticelle disperse. Queste possono essere di forma diversa (per esempio: piastrine, fibre, sferoidi), ma almeno una dimensione deve essere nel campo di variabilità che va da 1 a 50 nm.
I PNC appartengono alla categoria dei sistemi multi-fase (MPS, multi-phase systems) - vale a dire miscele, compositi e schiume - che consumano quasi il 95% della produzione di materie plastiche. I multi-phase systems richiedono miscelazione/combinazione controllata, stabilizzazione della dispersione raggiunta, orientazione della fase dispersa e le strategie di composizione per tutti gli MPS, inclusi i PNC, sono simili.
La transizione da micro- a nano-particelle porta a mutamenti delle proprietà fisiche e anche chimiche. I due fattori principali di ciò sono l'aumento del rapporto fra l'area di superficie e il volume, e la dimensione della particella. Il rapporto superficie/volume, che aumenta man mano che le particelle diventano più piccole, porta ad un crescente predominio del comportamento degli atomi sulla superficie delle singole particelle oltre che di quelli al loro interno. Questo influenza la proprietà delle particelle quando esse reagiscono con le altre. A causa della superficie superiore delle nano-particelle, l'interazione con le altre particelle all'interno della miscela è maggiore, e ciò fa aumentare la forza, la resistenza al calore, ecc. cambiando molti fattori della miscela.
Un esempio di un nanopolimero è la nanosfera di silicio che mostra caratteristiche abbastanza diverse; la sua dimensione è di 40–100 nm ed è molto più dura del silicio, di una durezza compresa tra lo zaffiro e il diamante.

## Nanofibre di polimero bio-ibridato
Molte applicazioni tecniche di oggetti biologici (proteine, virus o batteri) come la cromatografia, la tecnologia dell'informazione ottica, la sensorica, la catalisi e la somministrazione di farmaci richiedono la loro immobilizzazione. I nanotubi di carbonio, le particelle di oro e i polimeri sintetici sono utilizzati per questo scopo. Questa immobilizzazione è stata ottenuta prevalentemente per assorbimento o tramite legame chimico e, in misura minore, attraverso l'incorporazione di questi oggetti come ospiti nelle matrici ospitanti. Nei sistemi che ospitano gli ospiti, un metodo ideale per l'immobilizzazione degli oggetti biologici e la loro integrazione dentro architetture gerarchiche dovrebbe essere strutturato su scala nanometrica per facilitare le interazioni dei nano-oggetti biologici con il loro ambiente. A causa del gran numero di polimeri naturali o sintetici disponibili e delle tecniche avanzate, sviluppate per l'elaborazione di tali sistemi per nanofibre, barre (rods), tubi, ecc., i polimeri rappresentano una buona piattaforma per l'immobilizzazione degli oggetti biologici. 

### Nanofibre bio-ibridate tramite elettrofilatura
Le fibre dei polimeri sono, in generale, prodotte su una scala tecnica per estrusione, ossia, un polimero fuso o una soluzione di polimero viene pompata attraverso matrici cilindriche e filata/trafilata tramite un dispositivo di avvolgimento. Le fibre risultanti hanno un diametro di solito sui 10 micron o superiore. Per scendere di diametro nella gamma di diverse centinaia di nanometri o addirittura fino a pochi nanometri, l'elettrofilatura è ancora oggi la principale tecnica disponibile per il trattamento del polimero. Un forte campo elettrico dell'ordine di 103 V/cm viene applicato alla goccioline della soluzione del polimero che emergono da una matrice cilindrica. Le cariche elettriche, che si accumulano sulla superficie della goccia, ne causano la deformazione lungo la direzione del campo, anche se il tensione superficiale contrasta l'evoluzione della gocciolina. In campi elettrici supercritici, l'intensità del campo soverchia la tensione superficiale e un getto liquido emana dalla punta della gocciolina. Il getto è accelerato verso il controelettrodo. Durante questa fase di trasporto, il getto è sottoposto a forti movimenti di flessione circolari azionati elettricamente, che causano un forte allungamento e assottigliamento del getto, una evaporazione del solvente fino a quando, alla fine, la nanofibre solide si depositano sul controelettrodo.

### Nanotubi di polimero bio-ibridato tramite bagnatura
I metodi di elettrofilatura, co-elettrofilatura e a sagoma (template) basati sulle nanofibre producono nano-oggetti che sono, in linea di principio, infinitamente lunghi. Per una vasta gamma di applicazioni, tra cui la catalisi, l'ingegneria dei tessuti e la modifica superficiale delle protesi, questa lunghezza infinita è vantaggiosa. Ma in alcune applicazioni, come la terapia di inalazione o la somministrazione di farmaci sistemici, è necessaria una lunghezza ben definita. Il modello a sagoma descritto qui di seguito ha un vantaggio tale da consentire la preparazione di nanotubi e nanobastoni con una precisione molto elevata. Il metodo si basa sull'uso di sagome porose ben definite, di alluminio poroso o silicio. Il concetto di base di questo metodo è quello di sfruttare i processi di bagnatura. Un polimero fuso o in soluzione è portato a contatto con i pori situati nei materiali caratterizzati tramite superfici ad alta energia di alluminio o silicio. La bagnatura inizia coprendo le pareti dei pori con una sottile pellicola dello spessore dell'ordine di poche decine di nanometri. La gravità non gioca un ruolo, come è evidente dal fatto che la bagnatura ha luogo indipendentemente dall'orientamento dei pori rispetto alla direzione della gravità. Il processo esatto non è ancora compreso teoricamente nei dettagli, ma si nota dagli esperimenti che i sistemi a bassa massa molare tendono a riempire i pori completamente, mentre i polimeri con sufficiente lunghezza di catena ricoprono appena le pareti. Questo processo avviene normalmente entro un minuto per temperature di circa 50 K sopra la temperatura di fusione o temperatura di transizione vetrosa, anche per i polimeri altamente viscosi, come, ad esempio, il politetrafluoroetilene, e questo vale anche per i pori con un rapporto d'aspetto (aspect ratio) grande come 10.000. Il riempimento completo, d'altra parte, richiede giorni. Per ottenere nanotubi, il sistema polimero/sagoma è raffreddato fino a temperatura ambiente o il solvente viene fatto evaporare, ottenendo pori coperti con strati solidi. I tubi risultanti (fino a 10 micron di lunghezza) possono essere rimossi per mezzo di forze meccaniche, vale a dire, semplicemente estraendoli dai pori o dissolvendo selettivamente la sagoma. Si possono controllare il diametro dei nanotubi, la distribuzione del diametro, l'omogeneità lungo i tubi, e la lunghezza.

### Applicazioni
Le nanofibre, le nanofibre cave, le nanofibre nucleo-guscio (core-shell), e i nanobastoni (nanorods) o i nanotubi prodotti hanno un grande potenziale per una vasta gamma di applicazioni, tra cui la catalisi omogenea ed eterogenea, la sensorica, le applicazioni di filtri e la optoelettronica. Qui ci limiteremo a prendere in considerazione una serie limitata di domande relative alle scienze della vita.

#### Ingegneria dei tessuti
Riguarda principalmente la sostituzione di tessuti (pelle, ossa, cartilagini, vasi sanguigni e anche organi) che sono stati distrutti da malattie o incidenti o da altri mezzi artificiali. Questa tecnica consiste nel fornire un'impalcatura sulla quale si aggiungono cellule che trovano in essa le condizioni favorevoli per la loro crescita. Le nanofibre hanno dimostrato di fornire ottime condizioni per la crescita di tali cellule, essendo tra l'altro costituite da strutture fibrillari che possono essere trovate su molti tessuti e che permettono alle cellule di attaccarsi a con forza di crescere insieme a loro.

#### Erogazione da nanotubi compartimentati
I nanotubi sono utilizzati anche per la somministrazione di farmaci nella terapia generale e  in particolare nella terapia dei tumori. Il loro ruolo è quello di proteggere i farmaci dalla distruzione nel flusso sanguigno, di controllare la consegna con una cinetica di rilascio ben definita e, in casi ideali, fornire le proprietà di vettore-obiettivo o rilasciare il meccanismo tramite stimoli esterni o interni.
Simili a bastoni o tubi, piuttosto che di forma quasi sferica, i nanoportatori possono offrire ulteriori vantaggi in termini di sistemi somministrazione farmacologica. Tali particelle dei portatori di farmaco sono caratterizzate da una scelta aggiuntiva del rapporto assiale, della curvatura e della rotazione relativa all'idrodinamica "all-sweeping", e in modo molto selettivo possono essere modificate chimicamente nella superficie interna, nella superficie esterna e infine nei piani. I nanotubi preparati con un polimero reattivo collegato al tubo di apertura consentono il controllo dell'accesso al e del rilascio dal tubo. Inoltre, i nanotubi possono essere anche preparati per mostrare un gradiente nella loro composizione chimica per tutta la loro lunghezza.
I sistemi di rilascio del farmaco compartimentati sono stati preparati sulla base di nanotubi o nanofibre. Questi nanotubi e nanofibre per esempio, contenenti albumina fluorescente con isotiocianato di fluorescina sono stati preparati come un farmaco modello, così come le nanoparticelle super-paramagnetiche composte di ossido di ferro o di ferrite di nickel. La presenza di nanoparticelle magnetiche permette, in primo luogo, di guidare i nanotubi in posizioni specifiche del corpo per mezzo di campi magnetici esterni. Le particelle super paramagnetiche sono note per il fatto di mostrare delle interazioni forti con i campi magnetici esterni che conducono a magnetizzazioni di saturazione di grandi dimensioni. Inoltre, utilizzando periodicamente i campi magnetici variabili, le nanoparticelle vengono riscaldate fino a fornire, così, un innesco (trigger) per il rilascio del farmaco. La presenza del farmaco modello è stata stabilita tramite la spettroscopia a la fluorescenza e lo stesso vale per l'analisi del farmaco modello rilasciato dai nanotubi.

#### Immobilizzazione di proteine
Le fibre nucleo-guscio (core shell) delle nanoparticelle con nuclei fluidi e gusci solidi possono essere utilizzate per intrappolare oggetti biologici come proteine, virus o batteri in condizioni tali da non incidere sulle loro funzioni. Questo effetto può essere usato, tra gli altri, per le applicazioni dei biosensori. Per esempio la proteina fluorescente verde è immobilizzata in fibre nanostrutturate che forniscono grandi superfici e distanze brevi per l'analita che si avvicina alla proteina sensore.
Per quanto riguarda l'uso di tali fibre per le applicazioni di sensori, la fluorescenza delle fibre nucleo-guscio si trova a decadere rapidamente man mano che le fibre vengono immerse in una soluzione contenente urea, penetrando attraverso la parete nel nucleo dove causano la denaturazione della GFP. Questo semplice esperimento dimostra che le fibre nucleo-guscio promettono di realizzare prodotti per la preparazione di biosensori basati su oggetti biologici.
Le fibre nanostrutturate di polimero, le fibre nucleo-guscio, le fibre cave, e i nanobastoni i e nanotubi forniscono una piattaforma per una vasta gamma di applicazioni sia nella scienza dei materiali che nella scienza della vita. Gli oggetti biologici di diversa complessità e gli oggetti di sintesi che trasportano determinate funzioni possono essere integrati in sistemi polimerici nanostrutturati, mantenendo le loro specifiche funzioni vitali. I biosensori, l'ingegneria dei tessuti, la somministrazione di farmaci o la catalisi enzimatica, sono solo alcuni degli esempi possibili. L'incorporazione di virus e batteri fino ad arrivare ai microrganismi non dovrebbe davvero rappresentare un problema e le applicazioni provenienti da tali sistemi bio-ibridi devono essere tremende. 

## Effetti della pressione e della dimensione sui nanopolimeri
Le temperature di transizione vetrosa dipendenti dalla pressione e la temperatura delle pellicole free-standing o delle pellicole sostenute che hanno interazioni deboli come i substrati decrescono con l'aumentare di pressione e dimensione. Tuttavia, la temperatura di transizione vetrosa della pellicola sostenuta che ha una forte interazione con i substrati aumenta con la pressione al diminuire delle dimensioni. Diversi modelli come il modello a due strati, il modello a tre strati, Tg (D, 0) ∝ 1/D e alcuni altri modelli concernenti il calore specifico, la densità e la dilatazione termica vengono utilizzati per ottenere risultati sperimentali sui nanopolimeri e anche alcune osservazioni, come il congelamento delle pellicole a causa di effetti di memoria nei loro modelli eigen viscosi-elastici, e gli effetti finiti di una piccola molecola di vetro. Per descrivere più in generale la funzione Tg (D, 0) dei polimeri viene fornito di recente un modello semplice e unificato basato sulla temperatura di fusione dipendente dalle dimensioni dei cristalli e dal criterio di Lindemann
Tg (D, 0) / Tg (∞, 0) ∝ σg2 (∞, 0) / σg2 (D, 0)
dove σg è la radice dello spostamento quadratico medio della superficie e le molecole di vetro interne alla Tg (D, 0), α = σs2 (D, 0) / σv2 (D, 0) con i deponenti s e v denotanti rispettivamente superficie e volume. Per una nanoparticella, D ha il significato comune di diametro; per un nanofilo, D viene preso come il suo diametro; mentre per una pellicola sottile, D denota il suo spessore. D0 denota un diametro critico in cui tutte le molecole di un vetro di piccole dimensioni sono situate sulla sua superficie. 